# Test (fizika)
A fizikai értelemben vett test (más néven fizikai test vagy fizikai tárgy) adott mennyiségű egybegyűlt, a térben egybefüggő kiterjedésű és együttesen mozgónak tekinthető anyag.
A klasszikus mechanikában a test olyan anyag, ami egyazon egybekapcsolódó háromdimenziós térfogaton belül létezik, amit a kiterjedésének hívunk. A test különféle tulajdonságokkal írható le, mint tömeg, sebesség, lendület vagy energia. A Newton-féle gravitációs törvény alapján a gravitációs mezőket a test tömegközéppontjához viszonyítjuk.
A kvantummechanikában a test egyetlen részecskével vagy valamennyi egybegyűlt részecskével azonos. Amíg mérés alá nem kerül, a részecskének nincsen meghatározott fizikai helye, hanem egy valószínűségi eloszlás által kerül leírásra, ami megadja, hogy mekkora az esélye, hogy a részecske bármelyik adott helyen legyen az adott pillanatban található. A határozatlansági elv értelmében a hely és a sebesség együttes meghatározásának lehetősége korlátozott, ezért egy test a kvantumállapotával írható le.